# Polymorphus mathevossianae
Polymorphus mathevossianae es una especie de acantocéfalo del género Polymorphus, familia Polymorphidae. Fue descrita por Petrochenko en 1949. Se encuentra en Europa y Asia del Norte.